# Мурджешть (комуна)
Мурджешть, Мурджешті (рум. Murgești) — комуна у повіті Бузеу в Румунії. До складу комуни входять такі села (дані про населення за 2002 рік):
- Батогу (97 осіб)
- Валя-Ратей (82 особи)
- Мурджешть (986 осіб) — адміністративний центр комуни

Комуна розташована на відстані 123 км на північний схід від Бухареста, 27 км на північ від Бузеу, 89 км на захід від Галаца, 103 км на схід від Брашова.

## Населення
За даними перепису населення 2002 року у комуні проживали 1165 осіб.
Національний склад населення комуни:
| Національність   | Кількість осіб | Відсоток |
| ---------------- | -------------- | -------- |
| румуни           | 1163           | 99,8%    |
| угорці           | 1              | 0,1%     |
| росіяни-липовани | 1              | 0,1%     |

Рідною мовою назвали:
| Мова      | Кількість осіб | Відсоток |
| --------- | -------------- | -------- |
| румунська | 1164           | 99,9%    |
| угорська  | 1              | 0,1%     |

Склад населення комуни за віросповіданням:
| Релігія       | Кількість осіб | Відсоток |
| ------------- | -------------- | -------- |
| православні   | 1164           | 99,9%    |
| римо-католики | 1              | 0,1%     |